# Luca Colombo
Luca Colombo (ur. 26 grudnia 1969 w Cantù) – włoski kolarz szosowy, wicemistrz olimpijski oraz dwukrotny mistrz świata.

## Kariera
Pierwszy sukces w karierze Luca Colombo osiągnął w 1991 roku, kiedy wspólnie z Flavio Anastasią, Gianfranco Contrim i Andreą Peronem zdobył złoty medal w drużynowej jeździe na czas podczas mistrzostw świata w Stuttgarcie. W tym samym składzie drużyna włoska zajęła drugie miejsce na igrzyskach olimpijskich w Barcelonie w 1992 roku. Był to jego jedyny start olimpijski. W tej samej konkurencji Colombo zdobył jeszcze jeden złoty medal - na mistrzostwach świata w Agrigento, gdzie partnerowali mu Cristian Salvato, Gianfranco Contri i Dario Andriotto. Poza tym w 1987 roku razem z kolegami z reprezentacji zdobył złoty medal w drużynowej jeździe na czas na mistrzostwach świata juniorów, a 1990 roku był indywidualnym mistrzem Włoch. W 1997 roku wystartował w Tour de France, ale nie ukończył rywalizacji.